# Peter Dauelsberg
Peter Dauelsberg (* 22. Februar 1933 in Bremen) ist ein deutscher Violoncellist und emeritierter Universitätsprofessor für Violoncello sowie für instrumentale und vokale Kammermusik.

## Leben
Die Eltern von Peter Dauelsberg sind der Fabrikant Gerhard Dauelsberg und Ute Dauelsberg, geb. Busse, Tochter des Dichters Carl Hermann Busse.
Geboren in Bremen, besuchte Peter Dauelsberg dort das humanistische Alte Gymnasium. Nach dem Abitur und dem Beginn eines Medizinstudiums an der Universität Göttingen (vom Vater favorisiert, der 1946 die erste Penicillin-Fabrik in Deutschland, die Penicillin-Gesellschaft Dauelsberg & Co., gegründet hatte) entschloss sich Peter Dauelsberg für eine künstlerische Laufbahn. Diese hatte praktisch schon in Bremen begonnen, wo er Cellounterricht bei dem Solocellisten des Philharmonischen Staatsorchesters, Theodor Raderschatt, erhielt. Er ging sodann als Schüler von Hans Muench-Holland an die Nordwestdeutsche Musikakademie in Detmold. Drei Jahre lang studierte er anschließend bei André Navarra am Conservatoire National Supérieur de Musique et de Danse in Paris sowie an der Accademia Musicale Chigiana in Siena.
Peter Dauelsberg wurde 1960 als erster Solocellist an das Brasilianische Sinfonieorchester (Orquestra Sinfônica Brasileira) in Rio de Janeiro verpflichtet, und 1962 in gleicher Funktion an das dortige Theatro Municipal (Stadttheater). Seitdem wurde Brasilien sein Lebensmittelpunkt. Er musizierte als Solist mit allen bedeutenden Orchestern des Landes; ausgedehnte Konzertreisen führten ihn auch nach Europa, wo er in den großen Häusern wie dem Gewandhaus in Leipzig, der Salle Pleyel und Gaveau in Paris, der Leningrader Philharmonie, der Wigmore Hall London und dem Großen Saal Gulbenkian in Lissabon auftrat. Seine Instrumente in dieser Zeit waren ein Cello von Domenico Montagnana aus dem Jahre 1740 und ein Andrea Guarneri von 1696.
Die Folgen eines Unfalls hindern ihn seit 2003 an eigener solistischer und kammermusikalischer Betätigung.
Peter Dauelsberg ist mit der Pianistin Professor Myrian Dauelsberg verheiratet, die zusammen mit ihrem Sohn Steffen Dauelsberg die größte Konzertagentur Lateinamerikas, Dell’Arte Solucões Culturais, führt. Der zweite Sohn – Claudio Dauelsberg – ist als Jazz-Pianist und Professor für Klavier und Improvisation an der Universität Rio de Janeiro ebenfalls der Musik verschrieben.

## Einsatz für brasilianische Musik
Peter Dauelsberg hat sich speziell für die Musik brasilianischer Komponisten eingesetzt und diese in Konzerten und auf Schallplatten einem breiteren Publikum nahegebracht. Dafür wurde er mit der Carlos-Gomes-Medaille des Staates Rio de Janeiro für Verdienste um die brasilianische Musik ausgezeichnet.
Weitere Preise, die Peter Dauelsberg erhielt, sind:
1966: 1. Preis im Internationalen Villa-Lobos-Wettbewerb in Rio de Janeiro
1968: 1. Preis im Streichquartett-Wettbewerb des Staatstheaters Rio de Janeiro

## Kammermusikalische Tätigkeit
Peter Dauelsberg widmete sich diesem Genre – Duo-, Trio- und Quartett-Spiel – mit besonderem Engagement und Erfolg. Seine Partner waren u. a. Nelson Freire, Jaques Klein, Salvatore Accardo, Henryk Szeryng und, vor allem, Ingrid Haebler.
Die Kritiken bescheinigen ihm „eine vorbildliche Balance zwischen Virtuosität und Musikalität, ausdrucksvolles Cantabile und noble Tonqualität“.

## Forschungstätigkeit
An der Universität von São Paulo bearbeitete Peter Dauelsberg verschiedene Themen, so über „Der Stil in der neuen Musik“, „Die vier Söhne J. S. Bachs“, „Johannes Brahms: Über das Entstehen seiner Meisterwerke und die Inspiration“; er übersetzte u. a. Robert Schumanns „Dichterliebe“ und „Frauenliebe und Leben“ mit Analysen und Erklärungen ins Portugiesische.

## Pädagogische Tätigkeit
25 Jahre hatte Peter Dauelsberg eine Professur an der Universität von São Paulo mit den Schwerpunktfächern Violoncello und Kammermusik inne.
Hinzu kam die intensive Beschäftigung mit dem deutschen Lied der Romantik, der er sich auch nach seiner Emeritierung widmet.
Heutige Tätigkeiten sind Master Classes an Universitäten, die musikalische Leitung von kammermusikalischen CD-Aufnahmen und Rundfunksendungen sowie die Vorbereitung von Kandidaten für internationale Wettbewerbe.

## Diskografie (Auswahl)
- Quartett Rio de Janeiro (Iacovino/Jaffe/Kiszely/Dauelsberg); LP mit Werken von H.Villa-Lobos, Streichquartette Nos.1 um 17
- Quartett Rio de Janeiro (Iacovino/Jaffe/Kiszely/Dauelsberg); LP mit Werken von H.Villa-Lobos, Streichquartett No. 16 (Live-Aufnahme vom Intern.Wettbewerb Rio de Janeiro 1966)
- Duo Dauelsberg (Myrian/Peter); LP Live-Aufnahme der Uraufführung der 1. Sonate für Violoncello und Klavier von Francisco Mignone (1967) (dem Cellisten gewidmet).
- Quarteto Guaira – Sonata a 4 (Milewski/Almeida/Dauelsberg/Schweitzer); LP mit Werken von Loeillet, Telemann, Vivaldi, Szarzynski
- Duo Dauelsberg (Myrian/Peter); LP aufgenommen 1974 in Washington mit Werken von Mignone, Nobre und GuerraVicente. 1992 in den USA als CD erneut erschienen.
- Carlos Gomes; LP zum 150. Geburtstag des Komponisten mit brasilianischen Gesangs- und Instrumentalsolisten.
- Kammerorchester der Stadt Rio de Janeiro. Konzert in Nova Friburgo; LP mit Werken von Grieg, Krieger und Britten, Leitung Lev Markiz, Solo-Cello und Supervision der Edition: Peter Dauelsberg
- Villa-Lobos für Kinder; LP mit brasilianischen Künstlern aus Schauspiel und Musik
- Cello Trio (Marcio Carneiro, Peter Dauelsberg, Matias de Oliveira Pinto), CD 1995 (Werke von J.Pachelbel, J.S.Bach u. a.)
- Cello Trio: Tango Brasileiro; CD 2001 mit Originalwerken und Arrangements brasilianischer Komponisten für drei Celli.
- Trio Dell’Arte (Fukuda/Dauelsberg/Montini); CD 1995 mit Werken von Nepomuceno und Dvorak (Dumky)
- Trio Dell’Arte; CD 1999 mit op. 101 von Brahms und op. 100 von Schubert

## Schüler (Auswahl)
- Milene Aliverti, Violoncello. Professor für Violoncello an der Universität Porto Alegre
- Leandro Fischetti, Bariton. Opernhäuser Köln und Lissabon. Konzerte in Rio de Janeiro, São Paulo und Deutschland.
- Manuela Freua, Sopran. Opernhäuser São.Paulo und Rio de Janeiro, Konzerte in Tokio, Rio de Janeiro und São Paulo. Preisträgerin brasilianischer Wettbewerbe.
- Monica Marubayashi, Sopran. Gesangspädagogin in London und Salzburg. Schallplattenaufnahmen alter Musik in England.
- Edineia de Oliveira, Mezzo. Opernhäuser São.Paulo, Rio de Janeiro, Manaus. Konzerte in Rom, Rio de Janeiro und São Paulo. Preisträgerin brasilianischer Wettbewerbe.
- Edna de Oliveira, Sopran. Opernhäuser São Paulo und Rio de Janeiro, Konzerte in Brasilien. Preisträgerin brasilianischer Wettbewerbe
- Marcos Ribeiro, Bass. Preisträger internationaler Wettbewerbe. Schallplattenaufnahmen in England und Frankreich. Konzerte und Opern in São Paulo und Rio de Janeiro.